# Death rock
Death rock (também escrito como deathrock) é um subgênero de rock que incorpora elementos de terror, humor negro e teatralidade sombria e surreal. O gênero surgiu do punk rock e hardcore da costa oeste dos Estados Unidos e do rock gótico do Norte da Inglaterra no final da década de 1970.
As letras de deathrock podem variar, mas são tipicamente introspectivas e surrealistas, e lidam com temas irônicos, sarcásticos e sombrios de isolamento, desilusão, humor negro, sadismo, perversão, morbidez, perdas, morte, horror e etc, podendo incluir temas do romantismo sombrio e elementos da ficção gótica americana. O deathrock também pode possuir outros elementos estilísticos musicais, frequentemente incorporando temas de filmes de horror ou de ficção científica, que por sua vez leva algumas bandas a adotar elementos teatrais em outros estilos como rockabilly, psychobilly, hardcore e surf rock.
O deathrock geralmente é descrito como uma vertente musical gótica com elementos sonoros um pouco mais agressivos, rápidos e com temas líricos menos românticos e mais distorcidos, surreais, sádicos, teatrais e fictícios do que aqueles encontrados no rock gótico. Atos notáveis que ajudaram a desenvolver o estilo incluem Christian Death, T.S.O.L., Kommunity FK, 45 Grave, Zombina and The Skeletones e Super Heroines.

## Características
Em geral a música deathrock se caracteriza por uma atmosfera introspectiva dentro de uma estrutura musical punk (como é o caso do Christian Death no seu lendário debut Only Theatre of Pain), mas a sonoridade das bandas difere muito, sobretudo nas pioneiras como o 45 Grave que soa mais próximo do horror punk ou o Alien Sex Fiend que sempre abusou de sintetizadores e samples o que deixa sua música com uma sonoridade industrial, só que com uma atmosfera densa, sombria e com um aspecto mais ligado ao gótico, mas em geral as músicas de deathrock se utilizam de acordes simples, guitarras ecoantes e fantasmagóricas que geralmente servem de pano de fundo musical junto com sintetizadores, o baixo que tem uma presença muito marcante, muitas vezes as guitarras ficam em segundo plano deixando-o conduzir a música, assim como no pós-punk (exceções a essa regra são possíveis, por exemplo no caso de bandas como o The Mighty Sphincter). A bateria geralmente reproduz o estilo tribal dentro de uma assinatura de tempo 4/4 do pós-punk (estilo consagrado por bateristas do UK Decay, Bauhaus, Southern Death Cult, Ritual, Sex Gang Children, bandas estas que inclusive são extremamente significativas para o deathrock). Em bandas mais recentes de deathrock, é comum também o uso de baterias eletrônicas e texturas ambientais complexas feitas por sintetizadores e vocoders, influência vinda diretamente do darkwave.
As letras variam muito, geralmente trazendo um tom introspectivo, mais propriamente surreal e bipolar e também depressivo em algumas bandas, como no caso de letras de música gótica. Temas recorrentes são isolamento, desilusão, perda, depressão, vida, morte, todos ligados a uma forma de percepção violentamente individualista, hedonista e incongruente com padrões de comportamento. Um bom exemplo do padrão que segue letras de deathrock é "Lindsay's Trachea" do grupo californiano Cinema Strange, que trata do diálogo interno de um doutor esquizofrênico com sua segunda personalidade. O tema explorado é o da dor e morte física como correlato da degradação mental, um leitmotiv constante no estilo. Outra constante na temática das letras é a do humor negro, às vezes narrativas extravagantes e de gosto duvidoso sobre violência e psicopatia, o que leva algumas bandas a incorporarem elementos de psychobilly e surf rock.
Contanto, a estrutura relativamente simples das letras é compensada por uma atmosfera densa, ameaçadora, melancólica, as vezes maníacas, o ritmo que no rock é geralmente tecido pela interação dos instrumentos, fica a cargo da expressividade do vocalista. Vocalistas de deathrock, assim como os de pós-punk, são tipicamente donos de vozes únicas e forte presença de palco, alguns partindo para a teatralidade que age em relação à própria temática bizarra das músicas.

## Relação com horror punk e psychobilly
Os subgêneros do punk mais próximos do deathrock são o horror punk e psychobilly. A Stylus Magazine diferencia os três estilos da seguinte forma: enquanto o deathrock é uma fusão do punk, pós-punk e em alguns casos até mesmo gótico e temáticas de horror; horror punk é a fusão do punk (algumas vezes hardcore), rockabilly, doo-wop, shock rock e temáticas de horror; ao passo que psychobilly seria uma fusão do punk, rockabilly e temáticas de horror. O elemento comum nos três é a temática de horror, e é isso que ocasiona constante confusão entre os três estilos.
Em termos de cena, porém, se trata de três grupos distintos.
Musicalmente, em geral, o horror punk é tocado mais rápido que o deathrock e soa muito menos atmosférico, as letras e o estilo não são muito introspectivas e são mais ligados à um tom macabro, porém, bem humorado, com um estilo "punk morto-vivo", com uma frequente referência a filmes B de terror. A banda Misfits (criadora do gênero) inventou um tipo de corte de cabelo que se tornou conhecido como Devilock. A presença de teclado é outro ponto que distoa o deathrock dos dois outros estilos. Psychobilly, contudo, é mais fácil de se diferenciar dos outros dois estilos por toda uma estrutura musical própria.
Embora o nome seja similar, deathrock (subgênero do punk rock e rock gótico) não tem ligação alguma com death metal, que é um subgênero extremo do heavy metal.

## História

#### Etimologia
As primeiras fontes da estética deathrock remontam ao final dos anos 50 e início dos 60, época em que artistas como Bobby "Boris" Pickett, Zacherle, Screamin' Jay Hawkins e Screaming Lord Sutch & the Savages começaram a utilizar efeitos sonoros retirados de filmes de terror em suas músicas, além de tratarem de temas macabros (como canibalismo) de maneira humorística. Por esse motivo, tais artistas foram identificados como precursores do estilo e suas músicas chegaram a tocar em clubes de deathrock na década de 2000.
A mistura de elementos retirados do horror cinematográfico com música teve continuidade nos anos 1970 por meio de grupos de hard rock como Alice Cooper, Kongress e Kiss. Artistas dos anos 80 como Rozz Williams e Douglas Clark deram especial crédito à influência de Alice Cooper sobre musicistas de sua geração; a banda 45 Grave chegou a regravar "School's Out", talvez o maior sucesso de Cooper.
A estética pós-punk de que o deathrock tem influência é também impensável sem o glam rock da década de 70: The Doors, David Bowie, The Velvet Underground, Iggy Pop and the Stooges, The Cramps, T. Rex, New York Dolls, The Damned, MC5 e Richard Hell and the Voidoids são algumas das bandas geralmente creditadas como predecessoras do estilo.
Sobretudo bandas de deathrock californiano tendiam a fazer referências diretas à cultura cinematográfica de horror. Filmes de zumbi como Night of the Living Dead (1968) de George A. Romero tiveram um papel importante na consolidação da estética deathrock. Bandas mais recentes como Cinema Strange (que retirou seu logo de uma cena do filme Gabinete do Dr. Calligari) ampliaram o campo de referências culturais do estilo ao remeter a filmes noir, surrealismo e expressionismo, cultura de cabaré e iconografia religiosa (sobretudo retirada do catolicismo e do vodú).

#### Deathrockno Brasil
A influência de bandas do pós-punk britânico (sobretudo do Bauhaus, Skeletal Family e Alien Sex Fiend) e a banda alemã Xmal Deutschland se fizeram visíveis em bandas, visuais e casas noturnas brasileiras desde os anos 1980. Assim como as influências do movimento deathrock inicial da califórnia, sendo 45 Grave e Christian Death as bandas mais conhecidas pelo Brasil nas décadas de 80 e 90. Entretanto as cenas alternativas brasileiras se diferenciaram fortemente das cenas estrangeiras onde os grandes movimentos surgiram; por um lado por falta de meios materiais para adquirir material musical e gráfico estrangeiro nos anos 1980 (período de crise financeira no país) e pelo nível cultural da população na época (em que, ao contrário do que acontece hoje em dia, pouquíssimos eram os que conheciam a língua inglesa para lerem grandes revistas do punk, gótico e pós-punk da época, como a NME).
Em partes esta limitação do público se deu como consequência do fechamento do país em função do regime militar que se estendeu até metade da década de 1980. Assim, pode-se falar de um punk brasileiro totalmente diferente do britânico. O mesmo vale para o gótico, que até os anos 1990 era dividido em um público dark (o que seria mais próximo do deathrocker californiano dos anos 1980) e um público gótico propriamente dito. A divisão se desvaneceu com o enfraquecimento maciço do movimento durante os anos 1990.
Foi em meados de 2003 que o chamado deathrock revival que acontecia na Califórnia desde o ano de 1998 foi atuar diretamente na cena paulistana, de onde todos os deathrockers da cidade então saíram. Neste ano os deathrockers foram se consolidar como um grupo bem definido, iniciando atividades de divulgação diversas por casas noturnas como o 'RIP' no distrito de Pinheiros e Projeto 'Deathrock' na Zona Leste, que lançava bandas em discotecagens em festas temáticas e trazia de volta à cena nomes antigos do pós-punk, batcave e deathrock dos anos 80. No mesmo ano começa a veiculação do zine Batzone, seguido pelo zine Marcha Fúnebre e Acefalia, todos extintos atualmente.
No mesmo ano surge a primeira banda do estilo no Brasil, o Crippled Ballerinas, iniciando uma série de shows pelo estado, por vezes ao lado da banda de rock gótico Dead Roses Garden, banda formada em São Paulo em janeiro de 2000, cujo trabalho inicialmente refletia um mix de estruturas que compõem o que se compreende como cultura gótica, no campo literário, estético e música. No entanto, as referências musicais e anseios libertários e contestador, sobretudo na segunda formação da banda (2003), cristalizou sobre a mesmo um definitivo estilo, situado na fronteira entre a musicalidade gótica e pós-punk dos anos de 1980 somado ao som agressivo do punk e do horror punk. desta maneira, embora a banda também tenha sido a pioneira da cena deathrocker brasileira, ao lado de Lupercais e Cripled Ballerinas, repousa sobre eles o nada incômodo rótulo de punk-goth. Durante algum tempo a cena deathrock se encontrava dependente e totalmente mesclada ao punk e gótico. Atualmente há cerca de três eventos na cidade de São Paulo (e um se desenvolvendo em Brasília) inteiramente dedicados ao estilo.
Embora o foco da cena ainda seja São Paulo, há bandas e pequenos grupos em Brasília, Rio de Janeiro, Vitória, Salvador, Cuiabá , Fortaleza e Minas Gerais

## Grupos musicais brasileiros
- Crippled Ballerinas (São Paulo, 2003-2006, volta em 2008)
- East Devils (São Paulo, 2008-atual)
- Luiza Fria (Brasília, 2007-2009)
- The Madhouse (São Paulo, 2007-?)
- Monkey Business (São Paulo, 2007-2008)
- Morte Súbita (São Paulo, 2009-atual)
- Igreja do Sexo (Porto Ferreira - São Paulo, 2008)
- Gangue Morcego (Rio de Janeiro, 2008-atual)
- Desgaste Mental (Rio de Janeiro, 1983-1984)
- Kabaret Vampire (Rio de Janeiro, 2011-atualmente)
- The Knutz (Rio de Janeiro,2005-atualmente)
- Tempos de Morte (São Paulo, 2014 - atualmente)
- Poetisa Dissecada (Minas Gerais, 2016-2019)

### Grupos com alguma influência do estilo e/ou envolvidos na cena deathrock
- Anorexic Juliet (Vitória, 2000-?)
- Dead Roses Garden (São Paulo, 2000-ainda atuante)
- Plastique Noir (Fortaleza, 2005-atualmente)
- Sleepless (São Paulo, 2001-extinta)

## Grupos musicais estrangeiros
- 45 Grave
- Antiworld
- Ausgang
- Rudimentary Peni
- Part 1
- Bella Morte
- The Birthday Party
- Bloody Dead And Sexy
- The Brickbats
- The Brides
- Christian Death
- Cinema Strange
- The Death Cult
- Deadfly Ensemble
- Frankenstein
- The Flesheaters
- Mighty Sphincter
- Mockingbird Lane
- New Days Delay
- Noctivagus
- Kommunity FK
- Penis Flytrap (Dinah Cancer do 45 Grave)
- Sex Gang Children
- Shadow Project
- Skeletal Family
- Specimen
- T.S.O.L.
- Undercover Slut
- Virgin Prunes
- Voodoo Church

## Gêneros Relacionados
- Horror punk
- Garage punk
- Hardcore punk
- Pós-punk
- Art punk
- Psychobilly
- Punk rock
- Gothabilly
- Glam rock
- Rock gótico

## Subculturas relacionadas
- Subcultura punk
- Subcultura gótica